# Romànovski
Romànovski (en rus: Романовский) és un poble (un khútor) de l'óblast de Rostov, a Rússia, segons el cens del 2010 tenia 266 habitants, pertany al municipi de Gúndorovski.